# محوطه شماره ۱۲ حوزه رودخانه بمپور
محوطه شماره ۱۲ حوزه رودخانه بمپور در شهرستان ایرانشهر، بخش پمپور، دهستان قاسم‌آباد، ۱۰۰ متری شرق روستای میرآباد واقع شده و این اثر در تاریخ ۲۸ اسفند ۱۳۸۵ با شمارهٔ ثبت ۱۸۹۵۴ به‌عنوان یکی از آثار ملی ایران به ثبت رسیده است.